# Max von Widnmann

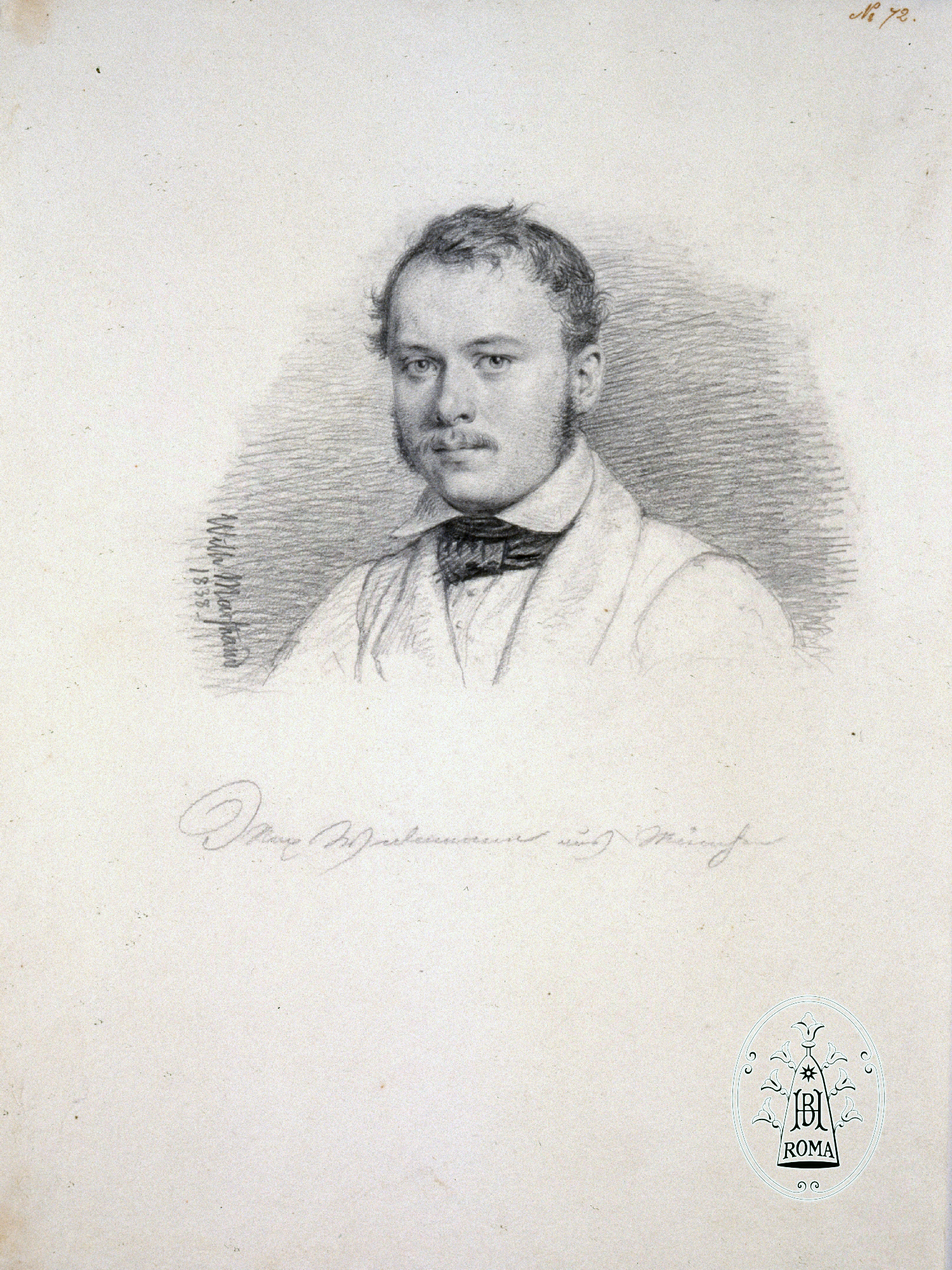
Max von Widnmann

Max Carl Widnmann, ab 1887 Ritter von Widnmann (* 16. Oktober 1812 in Eichstätt; † 6. März 1895 in München), war ein deutscher Bildhauer.

## Leben

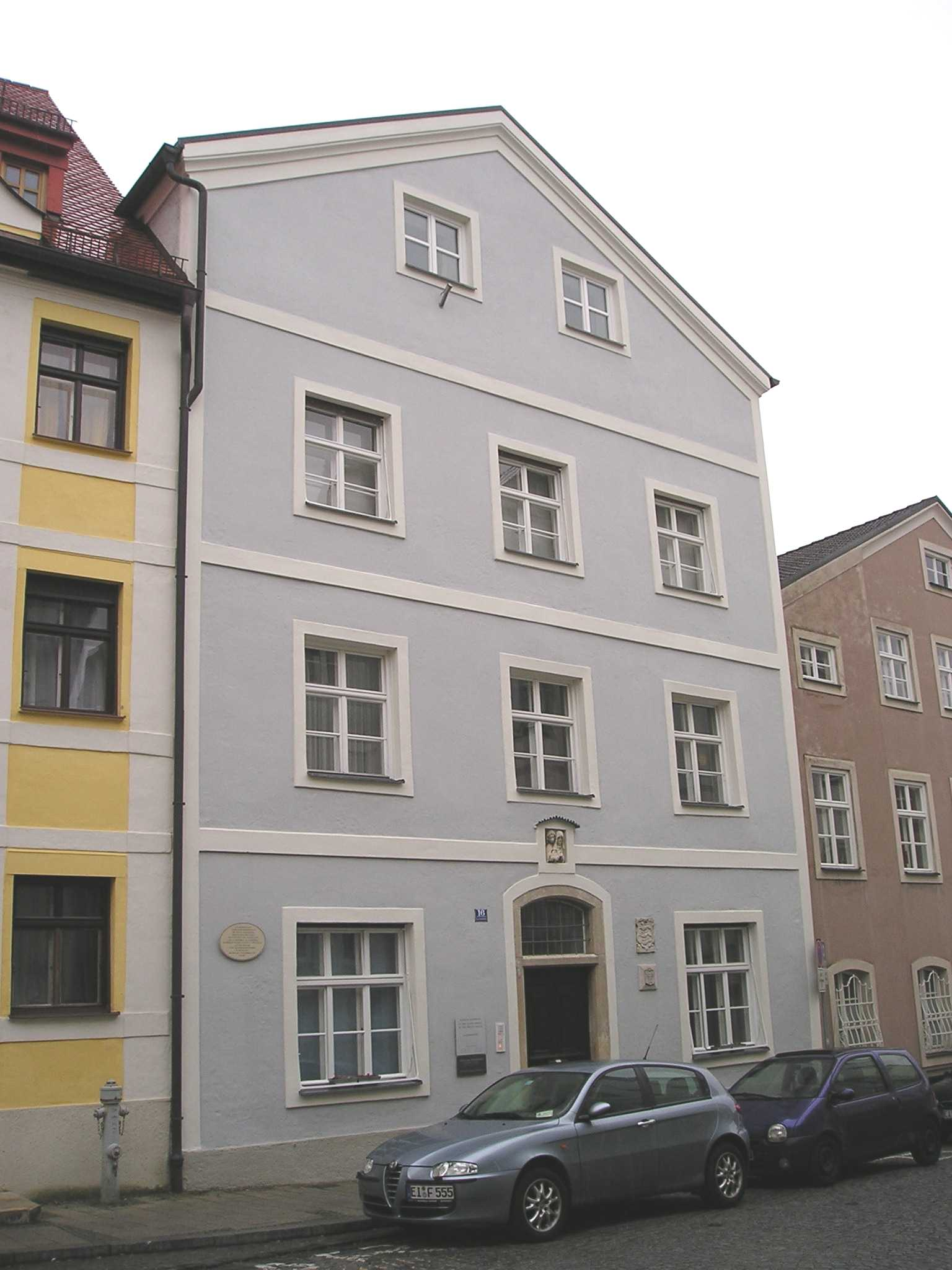
Geburtshaus Widnmanns in Eichstätt

Max Widnmann war der Sohn des Hof-, Stadt- und Landarztes Franz Widnmann und dessen Frau Maximiliana geb. Pöckhel, Witwe des fürstbischöflichen Stadt- und Gemeindearztes Franz Seraph Ulrich. Der jüngste von drei Brüdern besuchte das Eichstätter Gymnasium und übte sich schon hierbei eifrig im Zeichnen und Malen. 1825 ging er an die Königliche Akademie nach München und war dort u. a. Schüler des Bildhauers Ludwig Schwanthaler.
Durch die Förderung seiner Lehrer konnte sich Widnmann zwischen 1836 und 1839 in Rom aufhalten, wo er mit dem damals berühmten dänischen Bildhauer Bertel Thorvaldsen befreundet war. Er stand auch in freundschaftlichem Verkehr mit dem Kölner Architekten Sulpiz Boisserée, dessen Gemäldesammlung 1827 von König Ludwig I. für die Alte Pinakothek erworben wurde.
Nach seiner Rückkehr ließ sich Widnmann als freischaffender Künstler in München nieder und erfreute sich bald der Gunst des Königs Ludwig I., der ihn u. a. mit der Schaffung von Porträtbüsten für die Walhalla beauftragte. Mehrere seiner Statuen wurden von Ferdinand von Miller in Bronze gegossen.
1848 wurde Widnmann vom akademischen Kollegium einstimmig zum Nachfolger Schwanthalers vorgeschlagen und von König Ludwig I. als Professor an der Kunstakademie berufen. Mit zunehmender Bekanntheit erhielt er auch zahlreiche Aufträge von außerhalb Bayerns. 1887 ernannte ihn Prinzregent Luitpold von Bayern zum Ritter der bayerischen Krone und erhob ihn damit in den persönlichen Adelsstand.
Mit 75 Jahren trat Widnmann in den Ruhestand, den er am Starnberger See und in München verbrachte. Er war Mitglied des Münchner Vereins für Christliche Kunst.
Widnmann war ein namhafter Plastiker des 19. Jahrhunderts. In schöpferischer Phantasie und Genialität stand er zwar seinem Lehrer Schwanthaler nach, seine Statuen und Büsten strahlten im Blick seiner Zeitgenossen jedoch eine gewisse Würde aus, was insbesondere für Denkmäler wichtig ist und weswegen er auch immer wieder Aufträge erhielt.
Schüler von Max Widnmann waren unter anderen Heinrich Göschl, Lorenz Gedon, Johann Christian Hirt, Michael Wagmüller, Syrius Eberle und Wilhelm von Rümann, der Nachfolger von Widnmann an der Akademie wurde.
Max Widnmann starb 1895 im Alter von 82 Jahren in München.

## Grabstätte

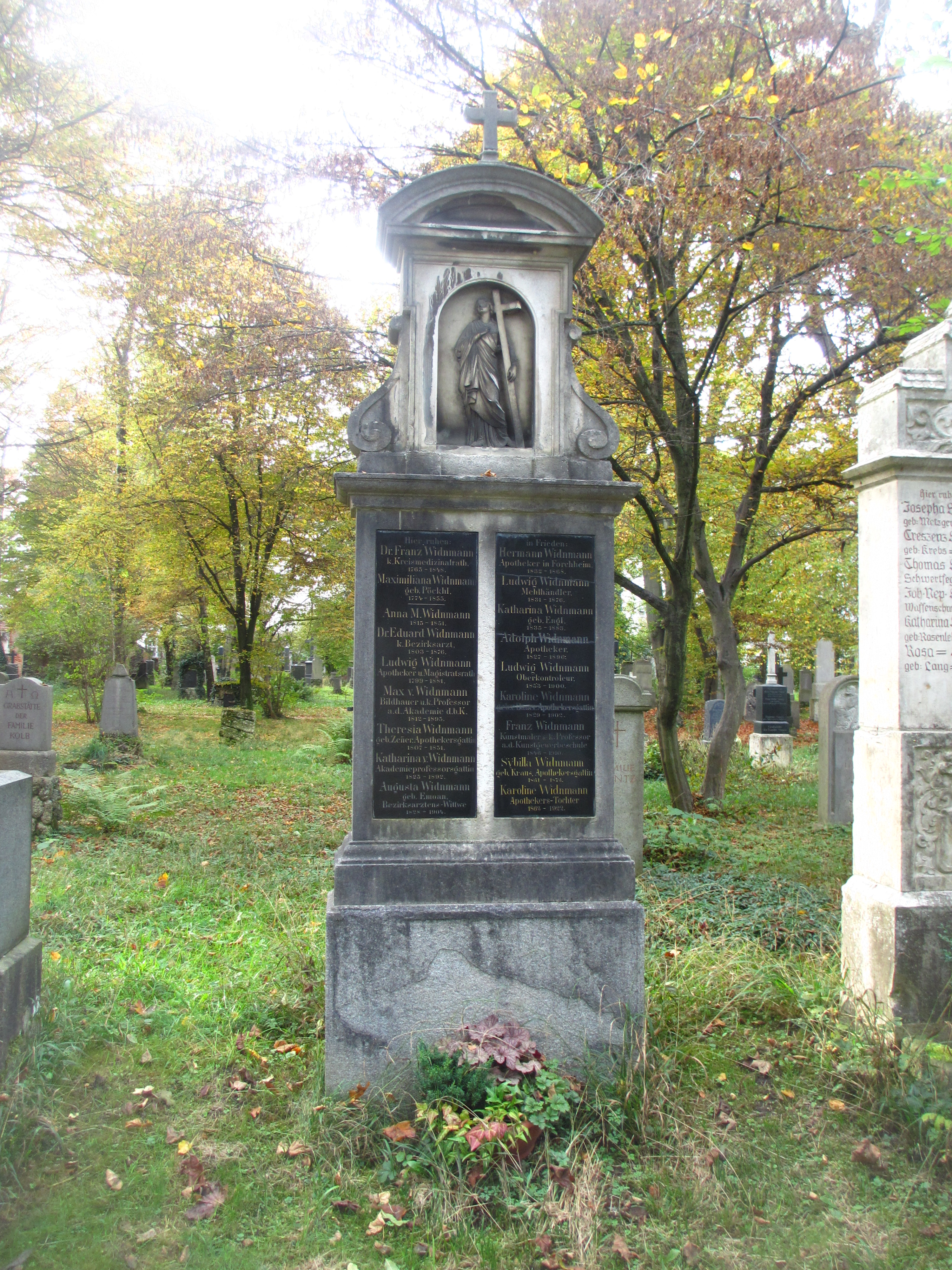
Grab von Max Widnmann auf dem Alten Südlichen Friedhof in München

Die Grabstätte von Max Widnmann befindet sich auf dem Alten Südlichen Friedhof in München (Gräberfeld 17 – Reihe 1 – Platz 39/40) Standort.

## Werke (Auswahl)
- Büsten von Christoph Amberger, Hans Holbein, Georg von Frundsberg, Johann von Mandl, Carl Rottmann für die Ruhmeshalle in München
- Klenze-Denkmal
- Gärtner-Denkmal
- Schiller- und Goethe-Denkmal in München
- Marmor-Portrait des Volkswirtschaftlers Friedrich List
- Marmorbüste des Generals Carl Wilhelm von Heideck in Ingolstadt
- Bischofsdenkmäler in Würzburg (Bronzedenkmal von Fürstbischof Julius Echter von Mespelbrunn), Bamberg (Denkmal des Fürstbischofs Franz Ludwig von Erthal, in Bronze gegossen von Ferdinand von Miller, 1865) und Regensburg (Denkmal des Bischofs Johann Michael Sailer)
- August-Wilhelm-Iffland- und Wolfgang-Heribert-von-Dalberg-Monument (1864/66, Bronzeguss von Ferdinand von Miller), beide in Mannheim
- Mathilde von Hessen-Denkmal in der Ludwigskirche in Darmstadt
- Orlando-di-Lasso-Statue am Promenadeplatz in München (1848)
- Lorenz-Westenrieder-Statue am Promenadeplatz in München (1854)
- Christian-Daniel-Rauch-Statue in der Glyptothek in München
- Christoph-von-Schmid-Denkmal für die Stadt Dinkelsbühl (1859, Bronzeguss von Ferdinand von Miller)
- Jakob-Bauer-Büste in den Münchner Isarauen/Flaucher (1861)
- Reiterstandbild Ludwigs I. am Odeonsplatz in München (1862)
- Kastor und Pollux Reiterstandbilder an der Akademie der Bildenden Künste München (1886)
- Büste Ludwig Wilhelm (Baden-Baden) (genannt der Türkenlouis) in der Walhalla

Bei den schweren Luftangriffen auf München 1942–1945 wurden einige seiner Werke vernichtet.

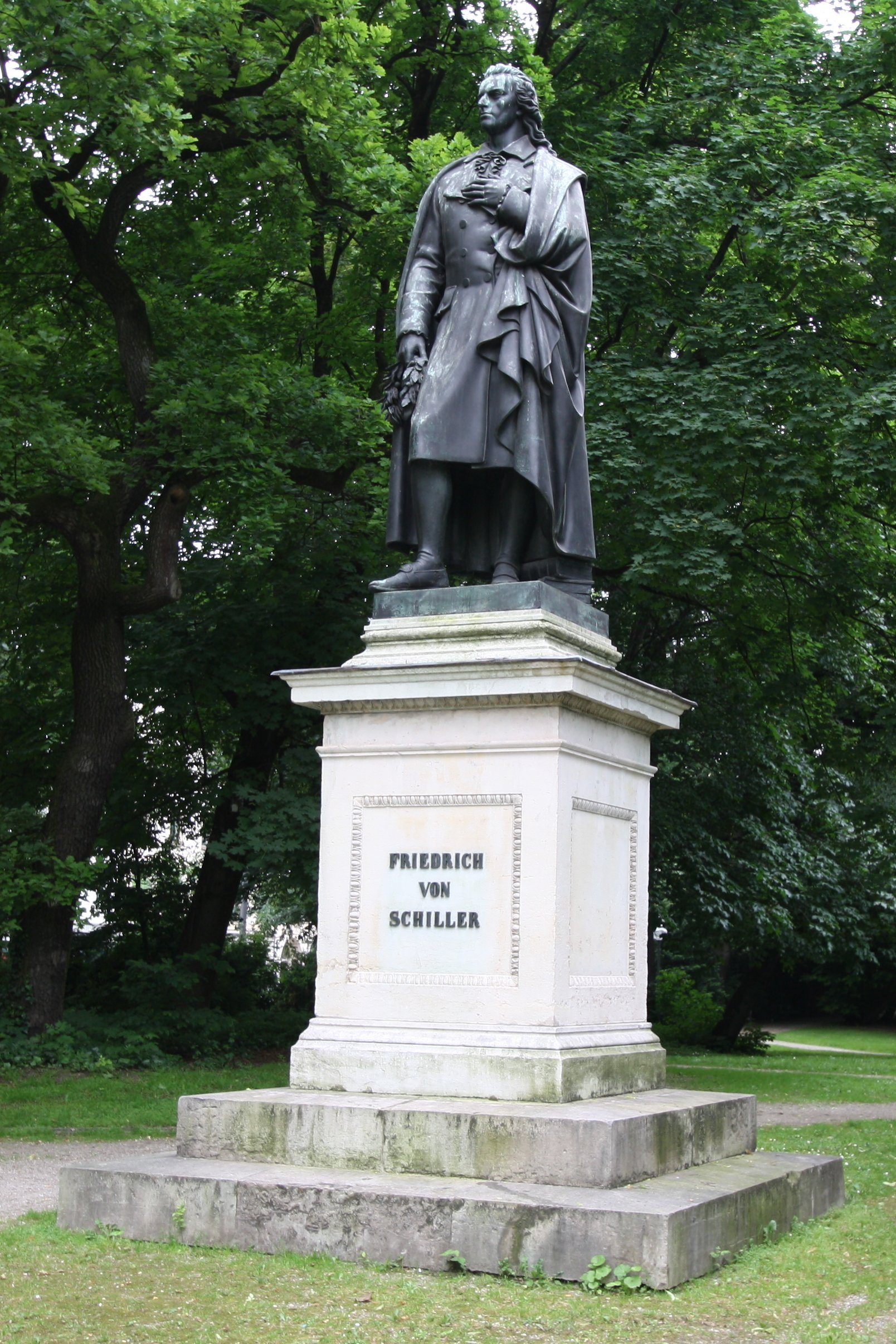
Denkmal Friedrich von Schiller, München
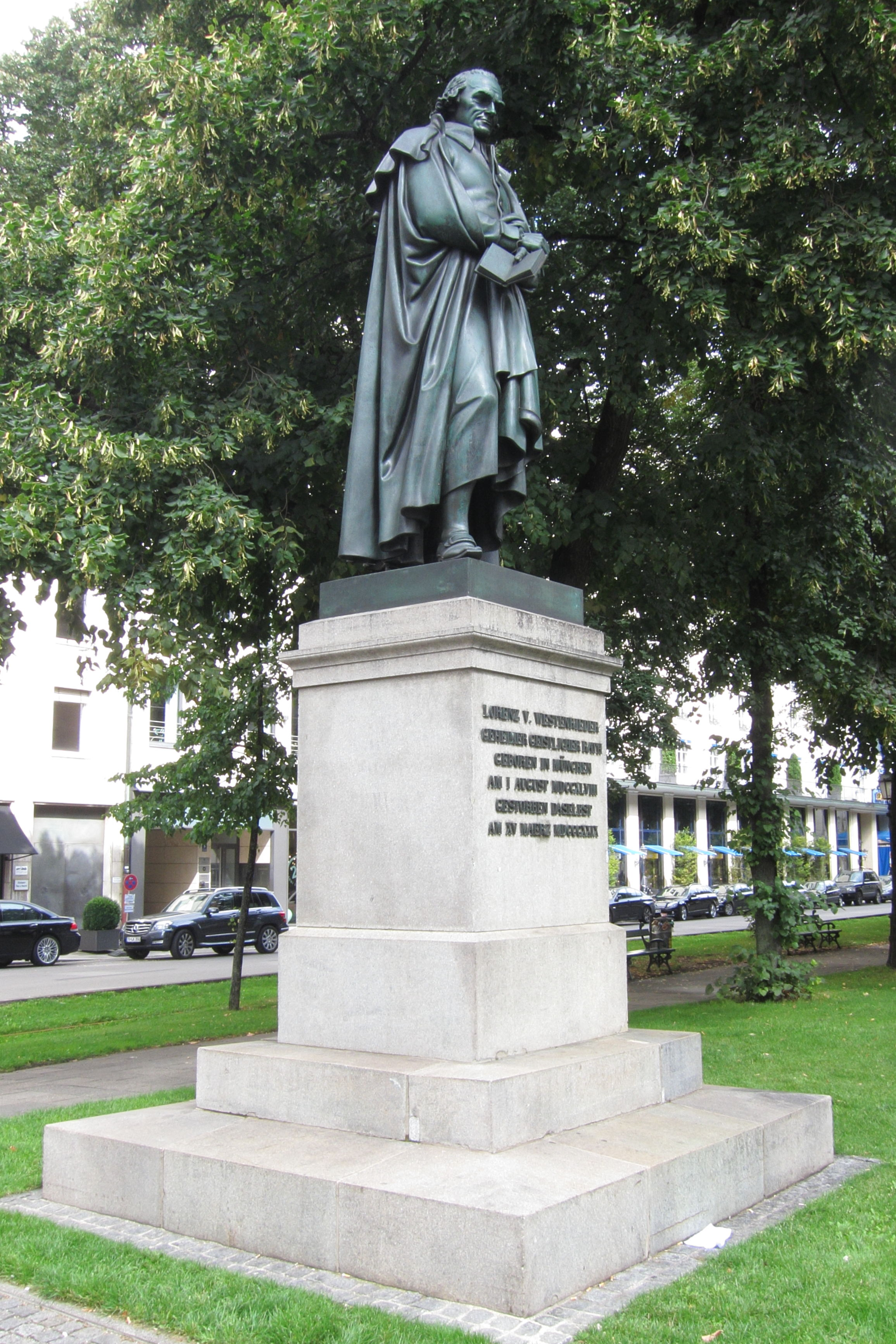
Denkmal Lorenz von Westenrieder, München
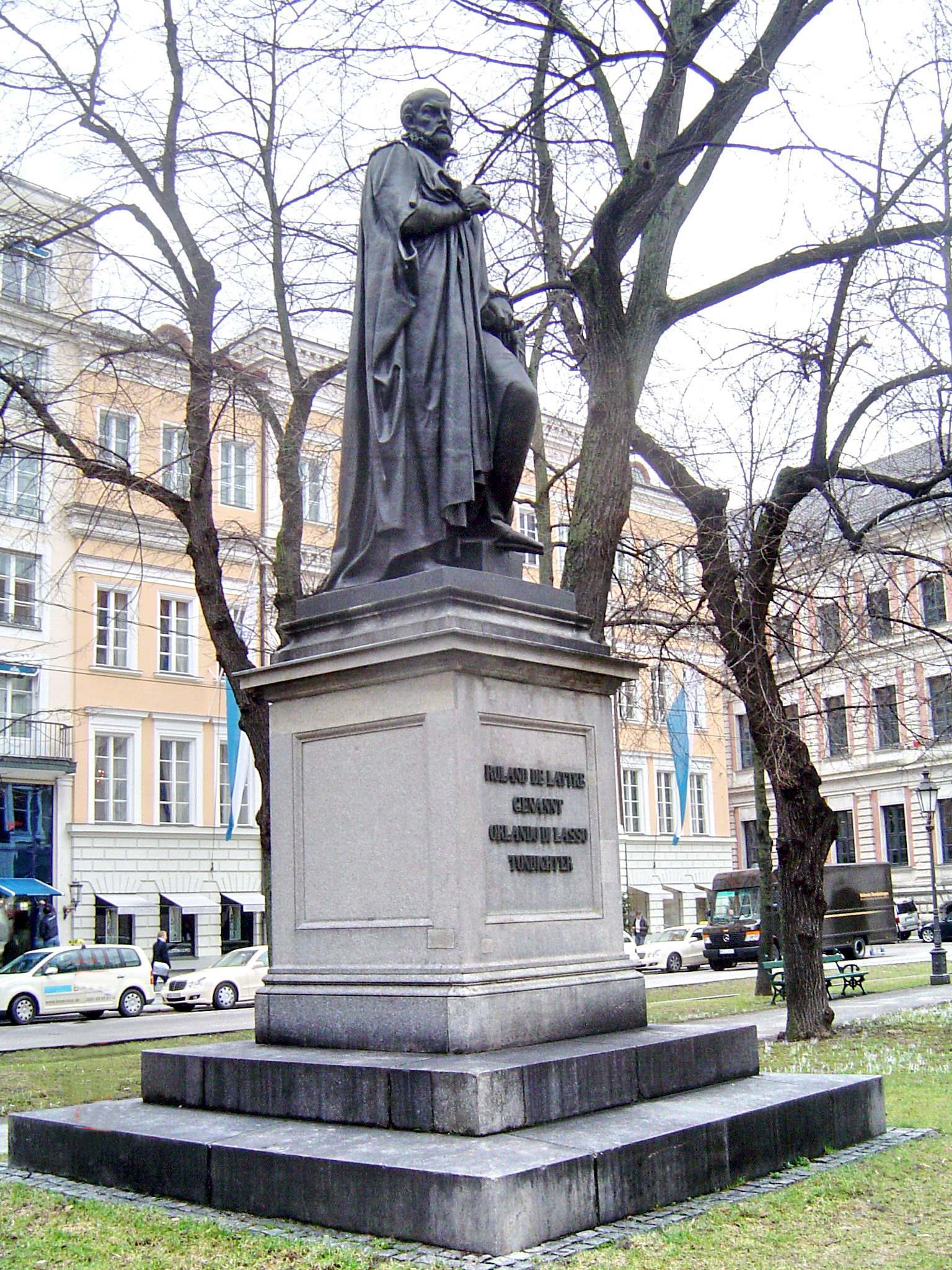
Denkmal Orlando di Lasso, München
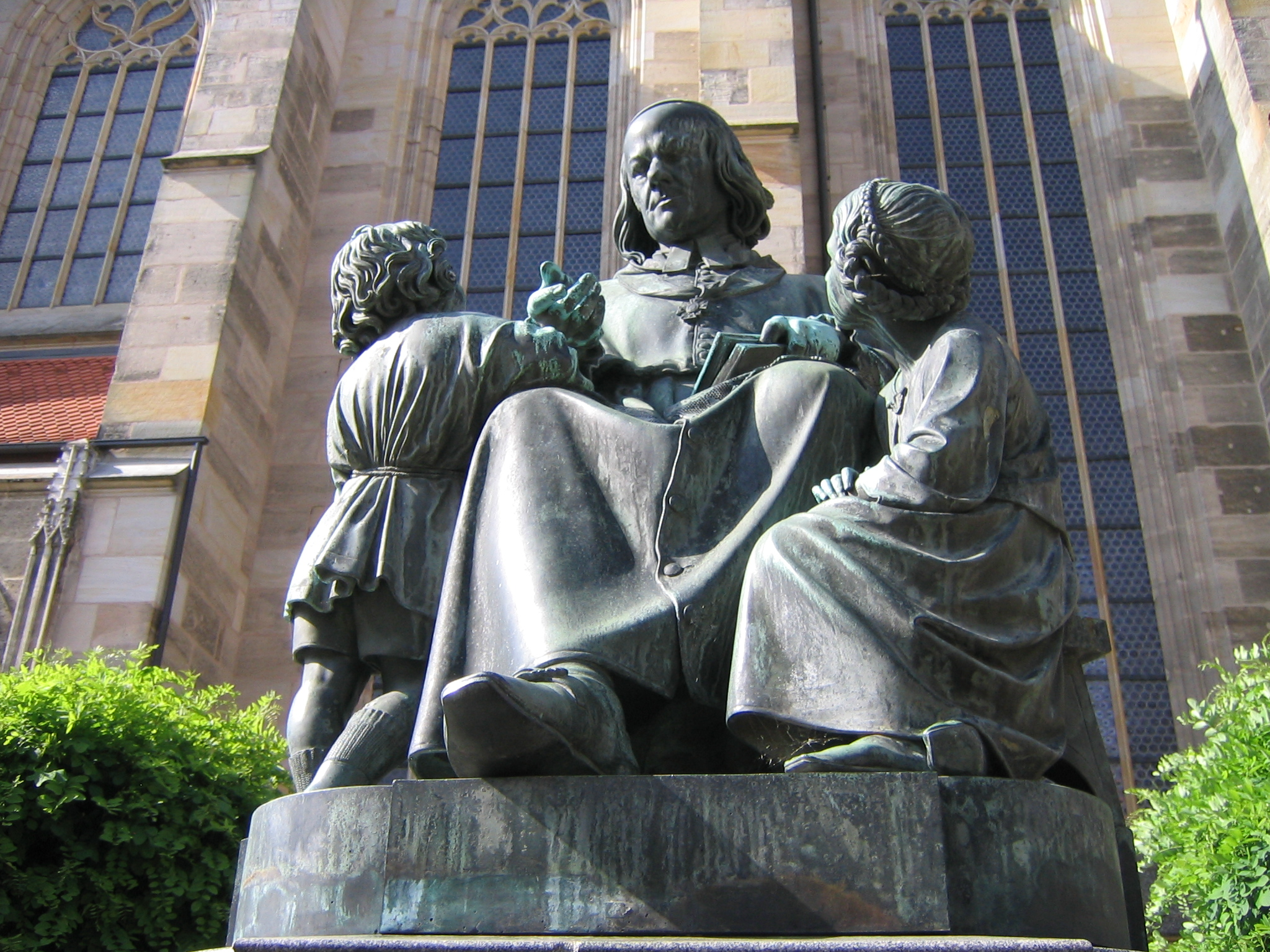
Denkmal Christoph von Schmid, Dinkelsbühl
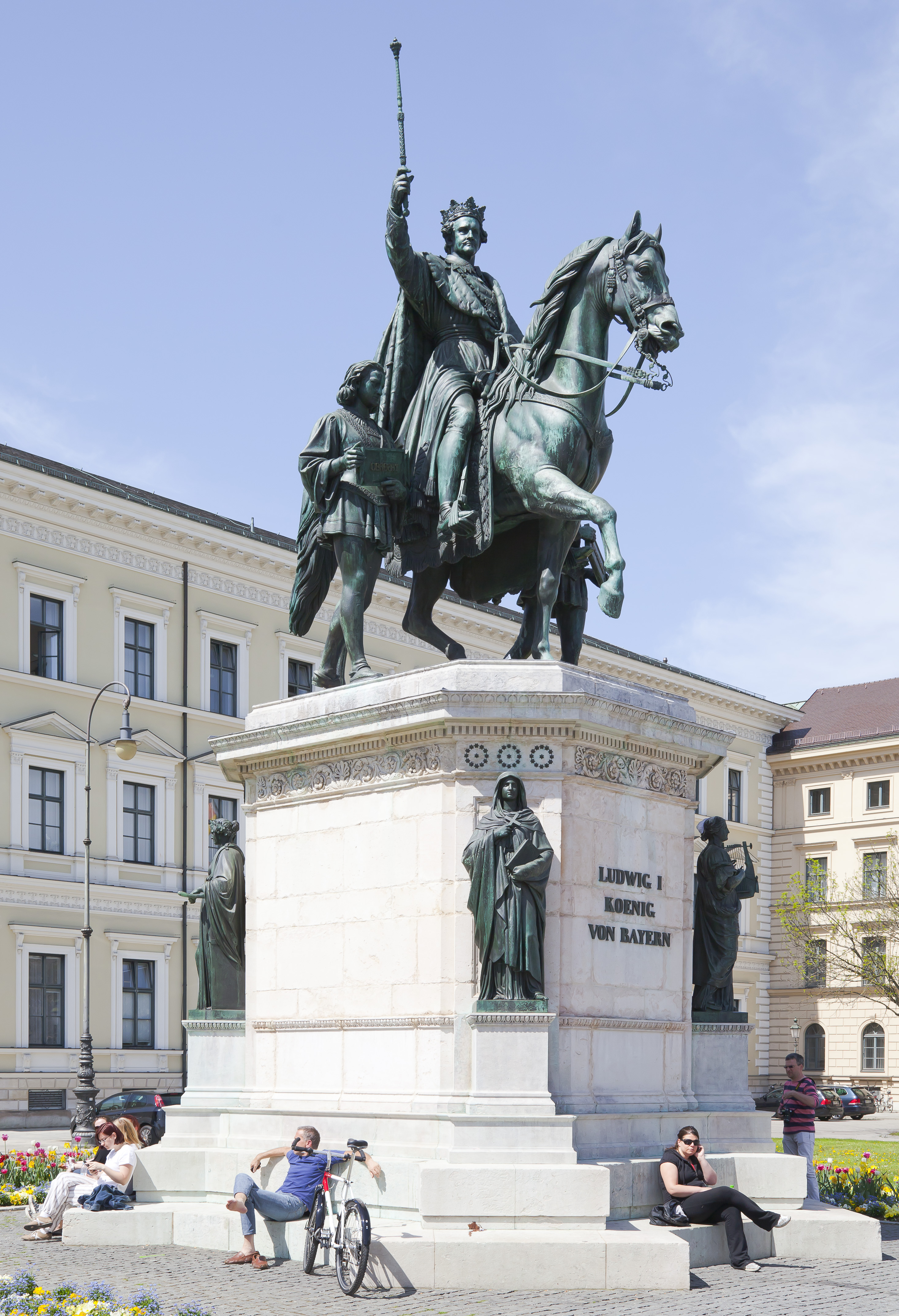
Denkmal König Ludwig I. von Bayern, München
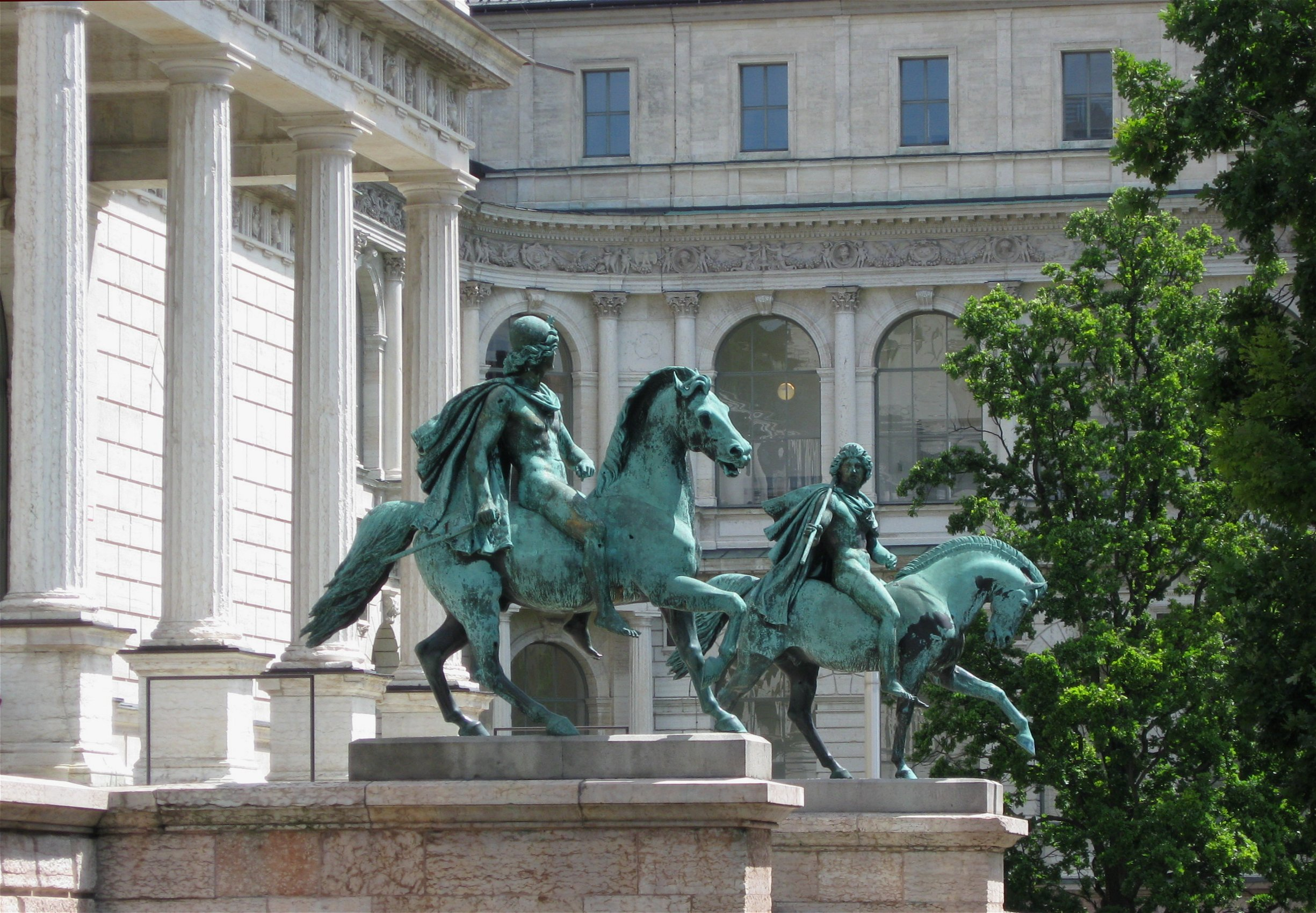
Kastor und Pollux, München